# Rafael Maceratesi
Rafael Nazareno Maceratesi (Elortondo, Provincia de Santa Fe, 2 de abril de 1975) es un exfutbolista argentino que jugaba de delantero. Su primer club fue Rosario Central donde debutó en 1995 y se retiró en Club Atlético Elortondo el 13 de diciembre de 2014 donde es el jugador con más partidos en el club. 
Su paso más exitoso fue en Racing donde consiguió el Apertura 2001 logrando cortar una racha de 35 años sin títulos con el club. En aquel torneo jugó quince encuentros y convirtió cinco goles. Lo más destacado en su carrera fue en su último club, Atlético Elortondo, en donde jugó 129 partidos convirtiendo 81 goles y en el cual, luego de perder la semifinal con Sportivo Rivadavia (VT), consiguió el 3.er puesto de la Liga Venadense de Fútbol por primera vez en su historia ante Jorge Newbery (VT) (en formato de copa).
Fue el segundo ayudante de campo de Juan Antonio Pizzi en Racing de la Liga Profesional de Fútbol Argentino en 2021.

## Trayectoria

### Como jugador

#### Rosario Central
Debutó en 1995 en Rosario Central, equipo donde se destacó en la Copa Libertadores 2001 llegando a semifinales donde perderían con Cruz Azul, anotando dos goles. En el ámbito local, se lucía marcando goles a River Plate, Boca Juniors e Independiente. Jugó un total de 102 encuentros y convirtió 44 goles. Es recordado por formar una gran dupla en la delantera rosarina con un gran ídolo del Canalla Juan Antonio Pizzi.

#### Racing Club
En ese año firmó por Racing Club, donde debutó en la primera fecha ante Argentinos Juniors (donde salió reemplazado por Luis Rueda). Sin embargo, su falta de gol y bajo rendimiento hicieron que la gente se impacientara, pero logró romper la racha negativa de goles en la fecha 8 contra San Lorenzo de Almagro anotando el 4.º gol, luego de una magnífica jugada de Maxi La Chanchi Estévez en donde este eludió a tres defensores, tocó al medio, Aldo Paredes intentó despejar, la pelota rebotó en el pecho de Maceratesi, pegó en el travesaño y el balón terminó en el fondo de la red, para que su equipo gane 4-1. Dos fechas después, contra Colón de Santa Fe, anota su segundo gol, luego de forcejear con el defensor Sabalero y donde definió rematando con la pierna derecha.
Se ganó el respeto de la gente cuando convirtió ante Nueva Chicago (empatando el partido 3 a 3), José Chatruc le tiró un pase largo, Maceratesi luchó con el defensor del El Torito de Mataderos, enfrentó al arquero Flavio Frangella y definió por medio de sus piernas, la pelota quedó amortiguada cerca de la línea de gol, pero logró empujarla a pesar de seguir forcejeando con Julián Kmet y fue idolatrado contra el Club Atlético Lanús (cuando hizo el gol del semi campeonato) luego de varios rebotes en el área (salvada de Marcelo Pontiroli a Maxi Estévez y un Cabezazo de José Chatruc que sacó el defensor Granate en la línea) y después que su compañero, Martín Vitali, remataría defectuosamente, la encontró de casualidad bajo el arco y la empujó con el pecho.
En el partido contra Vélez Sarsfield fue reemplazado por Diego Milito, siendo aplaudido y en donde la gente ovaciono con su nombre reconociendo sus goles y sacrificio en el equipo.
Con Racing jugó 23 partidos e hizo ocho goles, en donde salió campeón del Torneo Apertura 2001 el 27 de diciembre de 2001 luego de una espera de 35 años del club de Avellaneda por campeonar.

#### U.D. Las Palmas
En el segundo semestre del año 2002, Maceratesi se marcharía al fútbol español para jugar en la Segunda División, en el club Las Palmas, equipo donde estuvo hasta mediados del 2003. Allí jugó un total de 23 partidos y marcó nueve goles.

#### Colón de Santa Fe
Volvió al Argentina para jugar en Colón durante solo 6 meses con solo siete partidos y la gente sabalera lo reprochó por la falta de goles. Marco un solo gol, frente a Boca Juniors en la victoria 2-1 del conjunto de Santa Fe en el año 2003.

#### Estudiantes (LP)
Durante 2004 y 2005 pasó a Estudiantes de La Plata donde en su segunda temporada con Mostaza Merlo en el banco hizo más goles (2) uno de ellos en la derrota 4 a 1 contra Gimnasia de La Plata en el Clásico Platense. Jugó 15 partidos y como pedido estrella de "Mostaza", su primer gol fue a Lanús, de penal, en la victoria 5 a 0, su segundo gol fue ante Banfield luego de un año sin anotar y siendo figura en el partido donde su equipo ganó 2-0, su último gol fue en la derrota en el Clásico Platense ya mencionado, marcando tan solo estos 3 goles pero siendo pieza fundamental en las asistencias (6 asistencias en total) para formar un recambio entre un joven Mariano Pavone y el histórico José Luis Calderón.

#### Universitario de Perú
En 2006 llegó a Perú para firmar por Universitario, equipo al cual llegó como fichaje estrella debido a los múltiples goles que anotó en Argentina, pero debido a una grave lesión solo marcó uno frente a Vélez Sarsfield por la Copa Libertadores. Jugó al lado del portero peruano José Carvallo, quien fue mundialista en la Copa Mundial de Fútbol de 2018.

#### Niki Volos FC de Grecia
Se marchó a mitad de año para jugar en Grecia para el Niki Volos FC, donde estuvo hasta el 2007 donde jugó la Liga Europa de la UEFA la copa de Grecia y hasta un play-offs de la Liga de Campeones de la UEFA (jugó 2 partidos en el cual marcó 1 gol).[cita requerida] Marcó 16 goles (11 por liga, 4 por copa nacional y 1 por la copa internacional). Allí fue compañero de otro ex Racing campeón 2001: Diego Loscri.

#### Deportivo Azogues
En 2008 le surgió una oportunidad en la Primera División de Ecuador, estando a prueba unas semanas en el Deportivo Azogues, siendo descartado por tener una lesión en su pierna izquierda que le impediría jugar por 2 meses. Luego de superar su lesión logró obtener destacadas actuaciones en la liga donde en los últimos 9 partidos cuajo 7 goles mientras que en la Copa Ecuador, alcanzó a marcar en los 3 partidos consecutivos dando también 3 asistencias. Con respecto a la Copa Sudamericana, tan solo maró 1 gol y asistió 2 veces llegando a dieciseisavos de final. Uno de los mejores registros de su carrera.

#### Atlético Elortondo: Vuelta a su ciudad y retiro del fútbol
Desde el 2009 militó en su querido Atlético Elortondo de su ciudad natal donde se retiró de la actividad del fútbol el 13 de diciembre de 2014. Jugó 129 partidos e hizo 81 goles y es uno de los máximos goleadores del club. En el 2014 superó los 100 partidos jugados en Elortondo siendo este el máximo jugador con presencias y es séptimo goleador del club con 81 goles con un promedio de 0,62 goles por partido. El 13 de diciembre de 2014 se retira del fútbol con Atlético Elortondo donde es el hombre con más partidos jugados (129) y en donde su equipo logró llegar hasta semifinales en el cual luego de perder con Sportivo Rivadavia (VT) consiguió el 3.er puesto de la Liga Venadense de Fútbol por primera vez en su historia ante Jorge Newbery (VT).

##### Temporada 2009
Su llegada a su ciudad natal causó gran expectativa, en su primera temporada con el equipo marcó la amplia diferencia con respecto a sus compañeros, transformándose en el referente del equipo, anotó 12 goles en 16 partidos y su equipo quedó en cuarto lugar, obteniendo su equipo la mejor campaña en los últimos 10 años.

##### Temporada 2010-2011
Sus registros goleadores aumentaron y su equipo salió tercero en la liga (superando la campaña anterior realizada), en esta temporada anotó 22 goles y asistió 11 veces, de esos 22 goles, 2 fueron al clásico rival en la victoria 2-0. En 2011 no sería su mejor temporada a causa de grandes lesiones y solo lograría anotar 2 goles (los 2 de penal) en 6 partidos jugados, su equipo notaria su ausencia y terminaría en el noveno lugar en la tabla de posiciones.

##### Temporada 2012
Luego de la vuelta de la lesión, marcó 5 goles y su equipo terminó en sexto lugar clasificando para la Copa Argentina, en la cual disputó los dos partidos sin anotar goles. Su resumen en el año fue de 21 partidos, 5 goles y sin asistencias.

##### Temporada 2013
Sus escasos registros como "jugador de experiencia" y su avanzada edad hicieron desilusionar a la gente, sin embargo, Maceratesi logró obtener un nivel altísimo, aunque había empezado mal en la Copa Venadense (se retiró a los 7 minutos por lesión y su equipo perdió 4-0), en la liga el equipo logró obtener el mejor resultado después de mucho tiempo, el equipo salió subcampeón con Maceratesi como goleador del equipo (marcó 16 tantos) y logró clasificar al equipo a la Copa Venadense de Fútbol. Jugó 23 partidos y asistió cuatro veces.

##### Temporada 2014: Medalla de Bronce en la Copa y retiro
Renovó contrato por 1 año más con el club y anunció su retiro al final de ese torneo, siendo pieza clave en uno de los años más glorioso del Atlético Elortondo, Maceratesi cuajó catorce goles (quedó a seis del goleador) y asistió once veces para que su equipo ocupara el cuarto lugar clasificando al equipo por tercera vez consecutiva a la Copa Venadense de 2015. Mientras en la Copa Venadense 2014, el equipo dio la nota al llegar semifinales siendo el goleador del torneo por amplia diferencia (le llevaba 6 goles por delante al segundo) y consiguió el 3.er puesto de la Liga Venadense de Fútbol por primera vez en su historia ante Jorge Newbery (VT) en la victoria 3-1 (anotó dos goles).

### Como asistente técnico

#### Atlético Elortondo
En la actualidad trabaja junto a su cuerpo técnico en el equipo de su pueblo natal, Atlético Elortondo, cargo que ocupó hasta 2021.

#### Racing Club
En enero de 2021 se suma como Ayudante de campo de Juan Antonio Pizzi en Racing Club, volviendo al club donde fue goleador después de 19 años. En su primera temporada, saldría subcampeón con Racing de la Supercopa Argentina, al perder 5-0 con River Plate y de la Copa de la Liga Profesional al perder por 3-0 ante Colón de Santa Fe, ambas en el 2021. El lunes 9 de agosto de 2021 se aleja de la institución luego de perder el Clásico de Avellaneda, la rápida eliminación por la Copa Libertadores y el juego irregular que proponía el entrenador hispano-argentino.

## Clubes

### Como asistente técnico
| Club                      | País      | Año       |
| ------------------------- | --------- | --------- |
| Atlético Elortondo        | Argentina | 2018-2020 |
| Racing Club de Avellaneda | Argentina | 2021      |

## Estadísticas
| Club                              | Div.          | Temporada     | Liga  | Liga  | Liga   | Copa Nacional | Copa Nacional | Copa Nacional | Copa Internacional | Copa Internacional | Copa Internacional | Total | Total | Total  | Promedio | Promedio |
| Club                              | Div.          | Temporada     | Part. | Goles | Asist. | Part.         | Goles         | Asist.        | Part.              | Goles              | Asist.             | Part. | Goles | Asist. | Prom.    |          |
| --------------------------------- | ------------- | ------------- | ----- | ----- | ------ | ------------- | ------------- | ------------- | ------------------ | ------------------ | ------------------ | ----- | ----- | ------ | -------- | -------- |
| Rosario Central Argentina         | 1.ª           | 1995          | 5     | 2     | 0      | -             | -             | -             | -                  | -                  | -                  | 5     | 2     | 0      | 0.4      |          |
| Rosario Central Argentina         | 1.ª           | 1996          | 22    | 9     | 3      | -             | -             | -             | -                  | -                  | -                  | 22    | 9     | 3      | 0.41     |          |
| Rosario Central Argentina         | 1.ª           | 1997          | 14    | 6     | 2      | -             | -             | -             | -                  | -                  | -                  | 14    | 6     | 2      | 0.43     |          |
| Rosario Central Argentina         | 1.ª           | 1998          | 12    | 5     | 4      | -             | -             | -             | -                  | -                  | -                  | 12    | 5     | 4      | 0.42     |          |
| Rosario Central Argentina         | 1.ª           | 1999          | 13    | 4     | 0      | -             | -             | -             | -                  | -                  | -                  | 13    | 4     | 0      | 0.31     |          |
| Rosario Central Argentina         | 1.ª           | 2000          | 11    | 5     | 1      | -             | -             | -             | 4                  | 1                  | 1                  | 15    | 6     | 2      | 0.4      |          |
| Rosario Central Argentina         | 1.ª           | 2001          | 13    | 8     | 2      | -             | -             | -             | 8                  | 4                  | 4                  | 21    | 12    | 6      | 0.57     |          |
| Rosario Central Argentina         | Total         | Total         | 90    | 39    | 12     | -             | -             | -             | 12                 | 5                  | 5                  | 102   | 44    | 17     | 0.43     |          |
| Racing Club Argentina             | 1.ª           | 2001          | 15    | 5     | 2      | -             | -             | -             | -                  | -                  | -                  | 15    | 5     | 2      | 0.33     |          |
| Racing Club Argentina             | 1.ª           | 2002          | 8     | 3     | 0      | -             | -             | -             | -                  | -                  | -                  | 8     | 3     | 0      | 0.38     |          |
| Racing Club Argentina             | Total         | Total         | 23    | 8     | 2      | -             | -             | -             | -                  | -                  | -                  | 23    | 8     | 2      | 0.35     |          |
| · Las Palmas · España             | 2.ª           | 2002          | 4     | 1     | 0      | 3             | 2             | 1             | -                  | -                  | -                  | 7     | 3     | 1      | 0.43     |          |
| · Las Palmas · España             | 2.ª           | 2003          | 12    | 4     | 2      | 4             | 2             | 1             | -                  | -                  | -                  | 16    | 6     | 3      | 0.38     |          |
| · Las Palmas · España             | Total         | Total         | 16    | 5     | 2      | 7             | 4             | 2             | -                  | -                  | -                  | 23    | 9     | 4      | 0.39     |          |
| Colón Argentina                   | 1.ª           | 2003          | 7     | 1     | 0      | -             | -             | -             | -                  | -                  | -                  | 7     | 1     | 0      | 0.14     |          |
| Colón Argentina                   | Total         | Total         | 7     | 1     | 0      | -             | -             | -             | -                  | -                  | -                  | 7     | 1     | 0      | 0.14     |          |
| Estudiantes de La Plata Argentina | 1.ª           | 2004          | 6     | 1     | 2      | -             | -             | -             | -                  | -                  | -                  | 6     | 1     | 2      | 0.17     |          |
| Estudiantes de La Plata Argentina | 1.ª           | 2005          | 8     | 2     | 4      | -             | -             | -             | 1                  | 0                  | 0                  | 9     | 2     | 4      | 0.22     |          |
| Estudiantes de La Plata Argentina | Total         | Total         | 14    | 3     | 6      | -             | -             | -             | 1                  | 0                  | 0                  | 15    | 3     | 6      | 0.2      |          |
| Universitario · Perú              | 1.ª           | 2006          | 6     | 0     | 0      | -             | -             | -             | 4                  | 1                  | 0                  | 10    | 1     | 0      | 0.1      |          |
| Universitario · Perú              | Total         | Total         | 6     | 0     | 0      | -             | -             | -             | 4                  | 1                  | 0                  | 10    | 1     | 0      | 0.1      |          |
| Niki Volos FC · Grecia            | 2.ª           | 2006          | 11    | 4     | 4      | 4             | 4             | 1             | -                  | -                  | -                  | 15    | 8     | 5      | 0.53     |          |
| Niki Volos FC · Grecia            | 3.ª           | 2007          | 13    | 7     | 4      | 2             | 0             | 0             | 3                  | 1                  | 2                  | 18    | 8     | 6      | 0.44     |          |
| Niki Volos FC · Grecia            | Total         | Total         | 24    | 11    | 8      | 6             | 4             | 1             | 3                  | 1                  | 2                  | 33    | 16    | 11     | 0.48     |          |
| Deportivo Azogues · Ecuador       | 1.ª           | 2008          | 9     | 7     | 2      | 3             | 3             | 3             | 3                  | 1                  | 1                  | 15    | 11    | 6      | 0.73     |          |
| Deportivo Azogues · Ecuador       | Total         | Total         | 9     | 7     | 2      | 3             | 3             | 3             | 3                  | 1                  | 1                  | 15    | 11    | 6      | 0.73     |          |
| Atlético Elortondo Argentina      | 5.ª           | 2009          | 16    | 12    | 5      | -             | -             | -             | -                  | -                  | -                  | 16    | 12    | 5      | 0.75     |          |
| Atlético Elortondo Argentina      | 5.ª           | 2010          | 26    | 22    | 11     | -             | -             | -             | -                  | -                  | -                  | 26    | 22    | 11     | 0.85     |          |
| Atlético Elortondo Argentina      | 5.ª           | 2011          | 6     | 2     | 0      | -             | -             | -             | -                  | -                  | -                  | 6     | 2     | 0      | 0.33     |          |
| Atlético Elortondo Argentina      | 5.ª           | 2012          | 19    | 5     | 0      | 2             | 0             | 0             | -                  | -                  | -                  | 21    | 5     | 0      | 0.24     |          |
| Atlético Elortondo Argentina      | 5.ª           | 2013          | 23    | 16    | 4      | 1             | 0             | 0             | -                  | -                  | -                  | 24    | 16    | 4      | 0.67     |          |
| Atlético Elortondo Argentina      | 5.ª           | 2014          | 29    | 14    | 11     | 7             | 10            | 3             | -                  | -                  | -                  | 36    | 24    | 14     | 0.67     |          |
| Atlético Elortondo Argentina      | Total         | Total         | 119   | 71    | 31     | 10            | 10            | 3             | -                  | -                  | -                  | 129   | 81    | 34     | 0.63     |          |
| Total carrera                     | Total carrera | Total carrera | 308   | 145   | 63     | 26            | 21            | 9             | 23                 | 8                  | 8                  | 357   | 174   | 80     | 0.49     |          |

## Palmarés

### Torneos nacionales

#### Como jugador
| Título           | Club        | País      | Año    |
| ---------------- | ----------- | --------- | ------ |
| Primera División | Racing Club | Argentina | A-2001 |

### Distinciones individuales
| Distinción                                                     | Año  |
| -------------------------------------------------------------- | ---- |
| Máximo Goleador de la Copa Venadense de Futbol 2014 (10 goles) | 2014 |